# Leptosiaphos graueri
Leptosiaphos graueri är en ödleart som beskrevs av  Richard Sternfeld 1912. Leptosiaphos graueri ingår i släktet Leptosiaphos och familjen skinkar. Inga underarter finns listade i Catalogue of Life.